# フンタマカビ綱
フンタマカビ綱(Sordariomycetes)は子嚢菌門チャワンタケ亜門に属し、15目64科1119属10564種から成る綱。子嚢殻中に子嚢を生じることを特徴としており、大雑把に言えば古典的に核菌綱(Pyrenomycetes)と呼ばれていた分類群に相当する。子嚢果（子嚢を含む子実体のこと）は、多くの場合フラスコ型で開口した子嚢殻(perithecium)であるが、開口のない球状の閉子嚢殻(cleistothecium)を形成する場合もある。生態は多様であり、土壌、糞、落葉や朽木に分解者として見出されたり、人、動物や昆虫、植物の病原体として見出されたりする。